# دوخوا

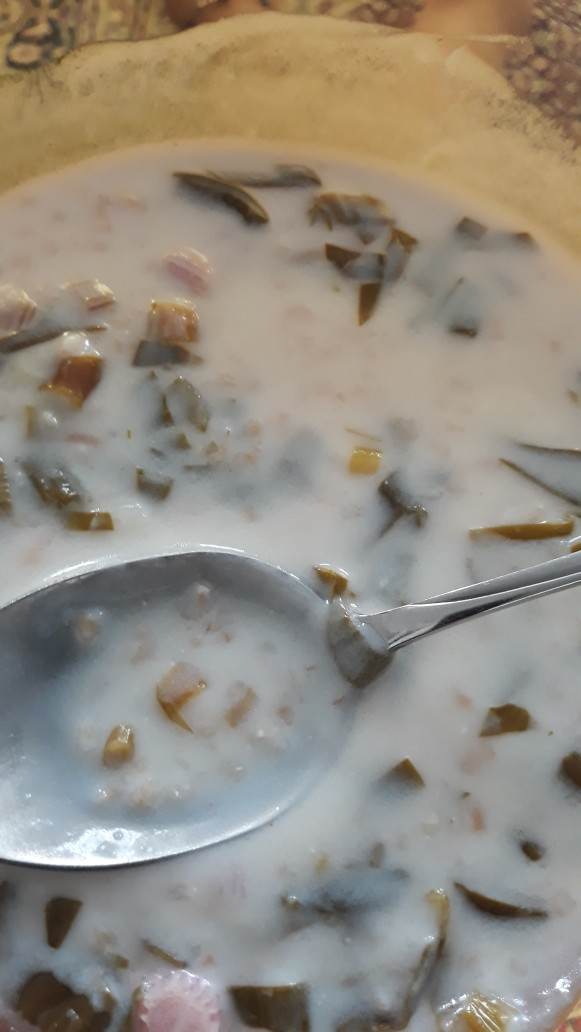
آش دوغ (دۆخەوا)

دوخوا (به کردی: دۆخەوا) یا آش دوغ کُردی از غذاهای محلی مناطق کردنشین ایران می‌باشد که طرفداران زیادی در فصل سرما دارد. این آش می‌تواند مواد مغذی مورد نیاز بدن را تأمین کند و سیستم ایمنی بدن را با وجود مواد مغذی در دوخوا بالا ببرد.

## طرز تهیه
- ابتدا نخود را مدت یک شب در آب خیس کنید و آب انرا چندین بار عوض کنید.
- سپس برنج را حداقل به مدت ۱ ساعت در آب خیس دهید،و تره،گشنیز ( در کردستان استفاده از لوشه) را خوب بشورید و درشت خرد کنید.
- در مرحله بعد در یک کاسه ماست را با دوغ قاطی کنید و آن را در قابلمه ریخته و روی حرارت ملایم قرار دهید و کمی آب به آن اضافه کنید.
- بعد سبزی هارا شسته و یکدست خرد کنید.
- پس از آن بلغور گندم و نخود را مخلوط کرده و آن را در یک قابلمه بزرگ بگذارید سپس اندکی آب به آن اضافه نمایید و بگذارید تا ۲۰ دقیقه نیم پز بگیرد.
- وقتیکه مواد نیم پز شدند، برنج و سبزی خرد شده را به آن اضافه کرده و حدود نیم ساعت صبر می کنیم تا خوب پخته شوند.
- هنگامی که دوغ شروع به جوشیدن کرد ، مواد پخته شده (بلغور، نخود، برنج و سبزی) را به آن اضافه کنید . سپس فلفل و نمک را به آش دوغ اضافه کرده و به مدت ۴۰ دقیقه دائما هم بزنید.
- تا زمانی که جوش نیامده باید ان را هم بزنید. در نهایت وقتی چند قل زد آن را از روی حرارت بردارید تا کمی سرد شود و آش دوغ کردی آماده است.